# Arcadia Lusitana
L'Arcadia Lusitana (in portoghese Arcádia Lusitana), conosciuta anche come Arcadia Olissiponense, è stata una rinomata accademia letteraria, attiva in Portogallo nella seconda metà del XVIII secolo.

## Storia
L'Arcadia Lusitana fu fondata nel settembre del 1756 nella città di Lisbona da tre giovani giuristi, appena arrivati da Coimbra "in cerca d'integrazione nel funzionalismo pubblico", ovvero i poeti Cruz e Silva (con lo pseudonimo di Elpino Nonacriense), Manuel Nicolau Esteves Negrão (Elmano Sincero) e Teotónio Gomes de Carvalho (Tirse Menteo). Ai tre fondatori che redassero gli Statuti dell'Arcadia, si aggiunse Correia Garção (col nome di Coridon Erimanteo), Reis Quita (Alcino Micénio) e Manuel de Figueiredo (Lícidas Cíntio).
L'effimera esistenza di questa istituzione (entrò in declino nel 1759 e si estinse nel 1776) non impedì che desse un importante contributo per la rinnovazione ottocentesca che seguì nella letteratura del paese. Nel 1790 rinacque a Lisbona sotto la designazione di Nuova Arcadia (Nova Arcádia), integrando nomi come Bocage (con pseudonimo Elmano Sadino), Francisco Joaquim Bingre (Francélio Vouguense), Curvo Semedo, José Agostinho de Macedo (Elmiro Tagideu), Nicolau Tolentino, Francisco Manuel do Nascimento (Filinto Elísio), José Daniel Rodrigues da Costa (Josino Leiriense) e la marchesa di Alorna (Alcipe). Estinta definitivamente nel 1794, lasciò la pubblicazione dell'Almanacco delle Muse come testimonianza del suo lavoro.

## Caratteristiche
I suoi membri cercavano di combattere gli eccessi dello spirito barocco e di orientare la produzione poetica verso un'estetica neoclassica, basata sulla ragione e sul culto del naturale. Avevano anche come caratteristiche letterarie:
- Linguaggio semplice;
- Elogio dei piaceri fisici, sensualità;
- Ispirazione da autori rinascimentali e classici greci e latini;
- Adozione di pseudonimi;
- Ricorso a figure ornamentali come ninfe, amorini, Venere e Zefiro;
- Immedesimazione in pastori e trasferimento dei loro sentimenti d'amore a pastori gentili;
- Ambiente rustico come rifugio dell'anima e fuga dal caos cittadino.